# Maubeuge Construction Automobile
Maubeuge Construction Automobile (MCA) — дочірня компанія французького виробника автомобілів Renault, створена в 1980 році для експлуатації заводу легких комерційних автомобілів, розташованого в Мобежі.  Компанія веде свій початок із заводу Chausson, заснованого в 1969 році.

## Історія
У 1969 році Société des Usines Chausson розпочало діяльність у Мобежі.  У 1970 році Renault і Peugeot увійшли до компанії.  (52% акцій належало Chausson, 24% - Renault і 24% - Peugeot). Складальне підприємство було урочисто відкрито 23 вересня 1971 року.  Проте наступні роки Шоссон боровся з відносно низькими продажами вироблених моделей і розривом партнерства Renault-Peugeot.  У 1978 році компанія Renault придбала весь пакет акцій заводу  і перейменувала його в Maubeuge Chausson Automobile.  У 1980 році компанія Renault заснувала MCA.  З 1990-х років спеціалізується на легких комерційних автомобілях. У 2011 році був запущений у виробництво повністю електричний фургон.  У 2012 році в рамках партнерства між Renault і Daimler компанія Maubeuge почала збирати Mercedes-Benz Citan.  У червні 2021 року Renault заявила, що планує об’єднати підрозділи MCA з підприємствами Дуе та Рюїц у нову дочірню компанію під назвою Renault ElectriCity, що повністю належить їй, з метою створення виробничого центру з виробництва електромобілів на півночі Франції.

## Автомобілі, які вироблялись/виробляються
- - Renault 15 (1971−?)
  - Renault 18 (1979−1985)
  - Renault Fuego (1979−1985)
  - Renault 21 Nevada (1986−1990)
  - Renault Medallion (1986−1988)
  - Renault 19 Cabriolet (1988−1992)
  - Renault Express (1989−2000)
  - Renault Kangoo (1998−2007)
  - Renault Kangoo II (2007−2021)
  - Renault Kangoo III (2021−дотепер)
  - Mercedes-Benz Citan I (2012−2021)
  - Mercedes-Benz Citan II (2021−дотепер)
  - Nissan Townstar (2021-дотепер)
  - Renault 4 E-Tech (2024-дотепер)[9]